# غيبر المراغة (فرع العدين)

تعديل مصدري - تعديل

غيبر المراغة محلة تابعة لقرية غيبر، التابعة لعزلة الاهمول بمديرية فرع العدين إحدى مديريات محافظة إب في الجمهورية اليمنية، بلغ تعداد سكانها 27 حسب تعداد اليمن لعام 2004.